# Dendronephthya albogilva
Dendronephthya albogilva is een zachte koraalsoort uit de familie Nephtheidae. De koraalsoort komt uit het geslacht Dendronephthya. Dendronephthya albogilva werd in 1909 voor het eerst wetenschappelijk beschreven door Henderson. 